# Dunia Montenegro
Dunia Montenegro (* 1977 in Rio de Janeiro, Brasilien) ist eine brasilianische Pornodarstellerin.
Montenegro nahm im Alter von acht Jahren Ballett-Unterricht, später lernte sie Karate. Als sie 16 Jahre alt war, starb ihre Mutter. Sie hatte einen Job als Verkäuferin. Später wurde ihr ein Angebot gemacht, in Spanien als Tänzerin zu arbeiten. Sie zog 1999 nach Gran Canaria. Anschließend zog sie nach Barcelona und kontaktierte mehrere Talent-Scouts. Ihr erster Hardcorefilm war sehr erfolgreich.

## Auszeichnungen
- 2005: FICEB Award: Ninfa Prize – Best Spanish Supporting Actress – in Who fucked Rocco? [2]
- 2006: FICEB Award: Ninfa Prize – Most Original Sex Scene – in Café Diablo (mit Max Cortés und Salma de Nora)[3]
- 2007: Prop0rn – Best Internet Porn Actress[4]
- 2008: FICEB Award: Ninfa Prize – Best Spanish Supporting Actress in The Resolution [5]

## Filmografie (Auswahl)
- 2005: Who fucked Rocco?
- 2006: Mallorca Loveboat
- 2007: Mallorca Loveboat
- 2008: Talion
- 2008: Dog World